# TNM Super League
TNM Super League är Malawis högsta fotbollsliga. Ligan hade premiär 1986. Huvudsponsor är Telekom Networks Malawi (TNM).

## Klubbar säsongen 2019/2020
| Klubb            | Stad       | Arena            | Kapacitet |
| ---------------- | ---------- | ---------------- | --------- |
| Big Bullets FC   | Blantyre   | Kamuzu Stadium   | 65 000    |
| Blue Eagles      | Lilongwe   | Nankhaka Stadium | 5 000     |
| Chitipa United   | Chitipa    | Karonga Stadium  | 20 000    |
| Civo United      | Lilongwe   | Civo Stadium     | 25 000    |
| Dwangwa United   | Nkhotakota | Chitowe Stadium  | 1 000     |
| Kamuzu Barracks  | Lilongwe   | Civo Stadium     | 25 000    |
| Karonga United   | Karonga    | Karonga Stadium  | 20 000    |
| Masters Security | Dedza      | Dedza Stadium    | 5 000     |
| Mighty Tigers    | Blantyre   | Kalulu Stadium   | 10 000    |
| Mighty Wanderers | Blantyre   | Kamuzu Stadium   | 65 000    |
| Mlatho Mponela   | Mponela    | Silver Stadium   | 20 000    |
| Moyale Barracks  | Mzuzu      | Mzuzu Stadium    | 10 000    |
| Mzuni            | Mzuzu      | Mzuzu Stadium    | 10 000    |
| Ntopwa           | Bangwe     | Kamuzu Stadium   | 65 000    |
| Silver Strikers  | Lilongwe   | Silver Stadium   | 20 000    |
| TN Stars         | Kasungu    | Kasungu Stadium  | 6 000     |

## Vinnande lag från 1986 och framåt
| - 1986 : Bata Bullets (Blantyre) - 1987 : CIVO United (Lilongwe) - 1988 : MDC United (Blantyre) - 1989 : ADMARC Tigers (Blantyre) - 1990 : Limbe Leaf Wanderers (Blantyre) - 1991 : Bata Bullets (Blantyre) - 1992 : Bata Bullets (Blantyre) - 1993 : Silver Strikers (Lilongwe) - 1994 : Silver Strikers (Lilongwe) - 1995 : Limbe Leaf Wanderers (Blantyre) - 1995-96 : Silver Strikers (Lilongwe) - 1996-97 : Telecom Wanderers (Blantyre) | - 1997-98 : Telecom Wanderers (Blantyre) - 1998-99 : Bata Bullets (Blantyre) - 1999-00 : Bata Bullets (Blantyre) - 2000-01 : Total Big Bullets (Blantyre) - 2001-02 : Total Big Bullets (Blantyre) - 2002-03 : Bakili Bullets (Blantyre) - 2004 : Bakili Bullets (Blantyre) - 2005-06 : Big Bullets (Blantyre) - 2006 : MTL Wanderers (Blantyre) - 2007 : Escom United (Blantyre) - 2008 : Silver Strikers (Lilongwe) - 2009-10 : Silver Strikers (Lilongwe) | - 2010-11 : Escom United (Blantyre) - 2011-12 : Silver Strikers (Lilongwe) - 2012-13 : Silver Strikers (Lilongwe) - 2013-14 : Silver Strikers (Lilongwe) - 2014 : Big Bullets (Blantyre) - 2015 : Big Bullets (Blantyre) - 2016 : Kamuzu Barracks (Lilongwe) - 2017 : Be Forward Wanderers (Blantyre) - 2018 : Big Bullets (Blantyre) - 2019 : Big Bullets (Blantyre) - 2020/21 : Big Bullets (Blantyre) - 2024: Silver Strikers FC |

## Skyttekungar
| År      | Spelare                          | Klubb                                      | Mål |
| ------- | -------------------------------- | ------------------------------------------ | --- |
| 2001–02 | Heston Munthali                  | MDC United                                 | 24  |
| 2002–03 | Ganizani Malunga                 | Bakili Bullets                             | 28  |
| 2004    | Rodrick Douglas                  | Illovo                                     | 18  |
| 2005–06 | Aggrey Kanyenda                  | Wanderers                                  | 26  |
| 2006    | Aggrey Kanyenda                  | Wanderers                                  | 18  |
| 2007    | Chiukepo Msowoya                 | ESCOM United                               | 17  |
| 2008    | Diverson Mlozi                   | Bullets                                    | 14  |
| 2009–10 | Tony Chitsulo                    | Silver Strikers                            | 18  |
| 2010–11 | Chikondi Mpulula Luke Milanzi    | Blantyre United & Blue Eagles ESCOM United | 18  |
| 2011–12 | Ishmael Thindwa                  | EPAC United                                | 18  |
| 2012–13 | Vincent Chinthenga               | Bvumbwe Research                           | 18  |
| 2013–14 | Gastin Simkonda                  | Moyale Barracks                            | 17  |
| 2015    | Innocent Bokosi Chiukepo Msowoya | Red Lions Bullets                          | 14  |
| 2016    | Richard Mbulu                    | MAFCO                                      | 19  |
| 2017    | Matthews Sibale                  | Silver Strikers                            | 16  |
| 2018    | Chiukepo Msowoya                 | Bullets                                    | 16  |
| 2019    | Khuda Muyaba                     | Silver Strikers                            | 21  |